# Pahtodawgyi (Mingun)
Il Pahtodawgyi è uno stupa e pagoda incompleta collocata nel villaggio di Mingun, in Birmania.

## Storia
Il Pahtodawgyi venne voluto dal re Bodawpaya nel 1790 e sarebbe stato lo stupa più grande del mondo grazie ai suoi 150 metri d'altezza. Secondo una profezia, una volta terminata la costruzione, il sovrano sarebbe morto o il suo paese distrutto. Essendo superstizioso, Bodawpaya fece rallentare i lavori, che cessarono alla sua morte. La costruzione presenta delle grosse crepe dovute a un terremoto avvenuto il 23 marzo 1839. Bodawpaya fece anche costruire una grande campana che avrebbe fatto parte dell'edificio, ricordata per essere stata per molto tempo la più grande funzionante del mondo.